# Шродски окръг (Великополско войводство)
Шродски окръг (на полски: Powiat średzki) е окръг в Централна Полша, Великополско войводство. Заема площ от 623,87 км2. Административен център е град Шрода Велкополска.

## География
Окръгът се намира в историческия регион Великополша. Разположен е в централната част на войводството.

## Население
Населението на окръга възлиза на 56 419 души (2012 г.). Гъстотата е 90 души/км2.

## Административно деление
Административно окръгът е разделен на 5 общини.
Градско-селска община:
- Община Шрода Велкополска

Селски общини:
- Община Доминово
- Община Занемишъл
- Община Кшикоси
- Община Нове Място над Вартон

## Фотогалерия
- Шрода Велкополска
- Занемишъл
- Нове Място над Вартон